# 슬러거 (프로게이머)
슬러거(본명: 이건우, 1998년 1월 31일 ~ )는 대한민국의 리그 오브 레전드 프로게이머로 포지션은 탑 라이너이다. 아이디는 Slugger를 사용한다.

## 선수 생활
2019년 8월, GC 부산 어센션에 입단하면서 프로 커리어를 시작했다.
2020 스프링 시즌 주전으로 활동하면서 팀의 챌린저스 포스트시즌 진출에 기여했다. 서머 시즌에서는 부진한 모습을 보여주었다. 2020시즌 종료 후 팀이 해체되면서 퇴단했다.

## 소속팀
| # | 팀명           | 소속 기간          | 소속 리그 | 비고 |
| - | -------------- | ------------------ | --------- | ---- |
| 1 | GC 부산 어센션 | 2019.08~2020.11.03 | CK        |      |